# I Profeti
I Profeti sono stati un gruppo musicale italiano di musica beat e pop melodico.

## Storia del gruppo
Il primo nucleo del gruppo si costituisce a Milano nel 1964; dopo le prime esibizioni nella loro città i musicisti entrano in contatto con la CBS, che propone loro un contratto: viene così pubblicato nel 1966 il loro primo 45 giri, Bambina sola, che riscuote un discreto successo (la canzone sul retro, Le ombre della sera, è scritta da Lucio Battisti).
Il secondo 45 giri contiene la canzone Rubacuori, cover di Ruby Tuesday dei Rolling Stones, con testo di Mogol; sul retro Sole nero, cover di Call My Name dei Them; dopo questo disco si ha il primo di una lunga serie di avvicendamenti nella formazione (dovuti alla chiamata per il servizio militare di alcuni dei componenti). Durante la registrazione del primo album infatti avviene l'ingresso di Roberto Margaria e Raffaele Favero.
L'album risulta interessante per gli inediti come Asciuga le tue lacrime (altro brano di Battisti), Per fare un uomo di Francesco Guccini ed una cover di The Bells of Rhymney di Pete Seeger (con l'arrangiamento simile a quello realizzato dai Byrds).
Anche nell'aspetto i musicisti del complesso cercano di trovare una strada originale e sulla copertina dell'album si fanno fotografare vestiti con tuniche orientali e caffettani; inoltre vi è nell'album anche una ricerca sulle sonorità, con l'uso di strumenti esotici come il sitar o la proposta di alcuni brani strumentali come Sunny o Fa fa fa fa.
Dopo la pubblicazione dell'album Favero abbandona il complesso (si trasferirà in Pakistan aprendo la comune transculturale di Tatti Nasrati e poi in Afghanistan, diventando musulmano e prendendo il nome di Raffiullah Khan, per poi finire ucciso in guerra), sostituito da Franco D'Onofrio che lascerà la formazione nell'aprile del 1969 per dedicarsi alla carriera di attore teatrale (lavorerà anche nella compagnia di Eduardo De Filippo); verrà sostituito dal rientrante Osvaldo Bernasconi. Anche Donato Ciletti ritorna e Roberto Margaria si sposta dal basso alla chitarra al posto di Nazareno La Rovere, che abbandona il complesso.
Nel 1968 la band partecipa al Festivalbar con Ho difeso il mio amore, cover di Nights in White Satin dei Moody Blues (incisa anche dai Nomadi, da Dalida e dai Bit-Nik), che riscuote un buon successo, bissato nell'autunno dello stesso anno da quello di Gli occhi verdi dell'amore, cover di un brano scritto e composto da Chip Taylor,  Angel of the Morning, registrato da molti artisti, tra cui la prima versione nel novembre del 1967 fu quella della cantautrice americana Billie Davis, seguita da quella di Merrilee Rush & the Turnabouts, nel febbraio 1968.
Il biennio 1969-1970, dopo la pubblicazione dei singoli La tua voce e La mia vita con te, segna una crisi per il complesso dei Profeti; la casa discografica decide di puntare sul leader, Renato Brioschi, che partecipa da solista a Un disco per l'estate 1970 con Lady Barbara, vincendolo: convinto da questo successo, Renato lascia definitivamente la band. Nel 1969 era entrato Maurizio Bellini all'organo Hammond in sostituzione di Margaria che lascia il complesso per continuare gli studi in medicina, diventando in seguito un cardiologo e dietologo autore di numerosi libri sul colesterolo.
Il complesso torna comunque in hit parade nel 1970 con Non si muore per amore e nel 1971 con Era bella, cover di Nothing Rhymed, canzone di Gilbert O'Sullivan. Nello stesso anno pubblica il singolo Prima notte senza lei, con il quale partecipa al Cantagiro 1972. In quel periodo, per divergenze musicali, se ne va il batterista Osvaldo Bernasconi, a cui subentra Claudio Belloli.
Nel 1973 il gruppo presenta a Un disco per l'estate il brano Io perché, io per chi, che rimane il suo ultimo grande successo.
Nel 1974 torna Bernasconi, inoltre entrano Beppe Tiranzoni (ex-Numi ed ex-Corte dei Miracoli) alle tastiere e all'organo Hammond e Claudio Buzzoni al basso e chitarra.
La band ci riprova ancora a Saint-Vincent nel 1975 con Dimmi papà, mentre l'anno successivo partecipa al 26º Festival della Canzone Italiana con Cercati un'anima.
Nel 1977, dopo quest'ultimo 45 giri, il complesso dei Profeti si scioglie. Solo Ciletti tenta di continuare la carriera musicale (come del resto Brioschi, seppur dietro le quinte come autore e produttore), mentre gli altri componenti si dedicano ad altre attività: La Rovere intraprende la professione di chirurgo stomatologo, mentre Osvaldo Bernasconi diventa direttore artistico della Ciao Records.
Nel 1989 il complesso fa una breve apparizione nella trasmissione televisiva Una rotonda sul mare, condotta da Red Ronnie, suonando Ho difeso il mio amore, Gli occhi verdi dell'amore e Lady Barbara.
Nel 1999 i Profeti hanno ripreso l'attività con l'incisione di un album di cover dei Bee Gees tradotte in italiano, pubblicato dalla DV More Record.
Nel marzo 2017 Nazareno La Rovere, voce in Era Bella del 1971 e nella maggioranza delle altre canzoni del gruppo, scompare a Milano dopo una lunga malattia all'età di 69 anni.

## Formazione
- Renato Brioschi - voce, chitarra elettrica (1964-1970)
- Nazareno La Rovere - voce, chitarra (1964-1968; 1970-1977)
- Donato Ciletti - basso (1964-1966; 1969-1977)
- Danny Besquet - basso (1966-1967)
- Roberto Margaria - basso, chitarra (1967-1969; 1969-1970)
- Maurizio Bellini - organo Hammond (1969-1973)
- Beppe Tiranzoni - organo Hammond, tastiera (1974–1977)
- Osvaldo Bernasconi - batteria (1964-1967;1968-1972;1974-1977)
- Franco D'Onofrio - batteria (1967-1968)
- Claudio Belloli - batteria (1972-1974)
- Raffaele Favero - batteria, flauto (1967-1968)

## Discografia
Album in studio
- 1967 - Bambina sola (CBS, 52436)
- 1971 - Era bella (CBS, S 64758)
- 1974 - L'amore è... (CBS, S 69033)
- 1976 - Cercati un'anima (CBS, S 69144)
- 1999 - I Profeti cantano i Bee Gees (DV More Record, CDDV 6325)

Singoli
- 1966 - Bambina sola/Le ombre della sera (CBS, 1892)
- 1967 - Mirell/Asciuga le tue Lacrime (CBS, I-1002)
- 1967 - Rubacuori/Sole nero (CBS, 2650)
- 1967 - Era uno come noi/Per fare un uomo (CBS, 2849)
- 1968 - Ho difeso il mio amore/Una rondine va (CBS, 3340)
- 1968 - Gli occhi verdi dell'amore/L'amore ha il tuo volto (CBS, 3761)
- 1969 - La tua voce/Lontano dal mondo (CBS, 4113)
- 1969 - La mia vita con te/Ci vuole un cuore (CBS, 4577)
- 1970 - Non si muore per amore/Odissea d'amore (CBS, 5224)
- 1971 - Era bella/Caldo amore (CBS, 7178)
- 1971 - Prima notte senza lei/Ventiquattr'ore (CBS, 7721)
- 1972 - L'amore mi aiuterà/Un perdigiorno (CBS, 1092)
- 1973 - Io perché, io per chi/Mai e poi mai (CBS, 1382)
- 1974 - Quando te ne andrai/Ma perché non sei più mia (CBS, 2229)
- 1975 - Dimmi papà/Se ti perdessi morirei (CBS, 3248)
- 1976 - Cercati un'anima/Chiuahua (CBS, 4041)
- 1977 - Pagine d'amore/Soli sulla collina (CBS, 5208)

Compilation
- 1969 - 60's Beat Italiano Vol. 1 (Direct Hits Records), con Bambina sola